# Генри Римский Нос
Ге́нри Ри́мский Но́с (англ. Henry Roman Nose; 30 июня 1856 — 12 июня 1917) — вождь южных шайеннов, один из лидеров своего племени.

## Биография

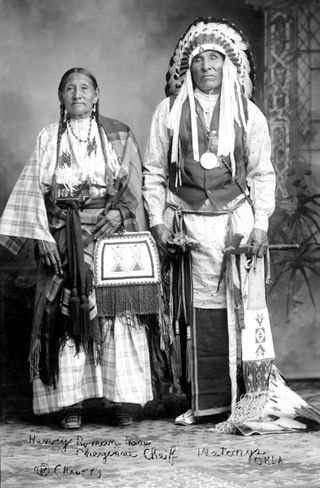
Генри Римский Нос и его жена.

Генри Римский Нос родился 30 июня 1856 года недалеко от истоков реки Арканзас на территории современного штата Колорадо и принадлежал к южной ветви шайеннов. Среди шайеннов он был известен под именем  Вокини — Орлиный Нос. Римским Носом его прозвали американцы.
Весной 1875 года Вокини был арестован и отправлен во Флориду, в тюрьму города Сент-Огастин. Находясь в заключении он получил образование. Белые часто путали Вокини с другим шайенном, известным военным лидером Римским Носом, погибшим в 1868 году. Смущённый этим, он взял себе имя Генри. В 1879 году Генри Римский Нос был крещён и принял христианство.
В 1881 году он вернулся в Оклахому к своему племени. Американцы вручили Генри Римскому Носу медаль и признали его лидером южных шайеннов. 10 февраля 1899 года он официально стал вождём своего племени. В нелёгкое для южных шайеннов время, Генри Римский Нос старался сделать всё, чтобы облегчить переход своего народа от вольного образа жизни на Великих Равнинах к оседлой и однообразной жизни в резервации. Он пытался вести южных шайеннов по тропе белого человека, но в то же время, боролся за традиции своего народа, стараясь их сохранить.
Генри Римский Нос умер 12 июня 1917 года в своём доме в каньоне, названном в честь него каньоном Римского Носа.
В 1937 году в Оклахоме в округе Блэйн, недалеко от города Ватонга, был учреждён парк Римского Носа.